# Radcliffe (Northumberland)
Radcliffe – wieś w Anglii, w hrabstwie Northumberland. Leży 38 km na północ od miasta Newcastle upon Tyne i 434 km na północ od Londynu.